# ميار هاني
ميار هاني، المعروف أيضاً باسم ميار هاني عبد الرحمن وميار هاني محمد (من مواليد 5 فبراير 1997، القاهرة). لاعبة إسكواش مصرية محترفة. حلت في المرتبة 34 عالمياً في فبراير 2018. وأفضل تصنيف لها كان في 2017 عندما احتلت المركز 23 عالمياً.

## مسيرتها الرياضية
بدأت ميار مسيرتها الرياضية في 2014 حيث لعبت في نادي وادي دجلة وشاركت في العديد من بطولات النادي وبطولة الجمهورية للاسكواش حيث حازت على العديد من المراكز المتقدمة قبل أن تحترف في البطولات الدولية. وطبقاً للاتحاد الدولي لمحترفي الاسكواش (PSA) فهي حاصلة على ثلاثة ألقاب حتى الآن. فقد توجت في 2010 بالبطولة البريطانية للناشئين تحت 13 سنة. وببطولة كالغاري المفتوحة للسيدات في كندا مارس 2018 وبطولة كوين سيتي المفتوحة للسيدات في الولايات المتحدة في نفس الوقت.
وهي تشارك حالياً في بطولة بلاك بول المفتوحة للاسكواش، مارس 2019.

## روابط خارجية
- ميار هاني على موقع الاتحاد الدولي لمحترفي الاسكواش (مؤرشف) (الإنجليزية)
- ميار هاني على موقع SquashInfo.com (الإنجليزية)